# Centro histórico de Évora
La ciudad-museo de Évora tiene raíces que se remontan a la época del Imperio romano. La ciudad todavía conserva, en gran parte de su área central, vestigios de diversas civilizaciones y culturas: celtas, romanos, árabes, judíos y cristianos influyeron en la cultura eborense. Alcanzó su época dorada en el siglo XV, cuando se convirtió en la residencia de los reyes de Portugal. La calidad arquitectónica y artística del caserío blanco o decorado con azulejos y barandillas de hierro forjado, fechadas en los siglos XVI a XVIII, es única. Los monumentos de la ciudad tuvieron también una profunda influencia en la arquitectura portuguesa en Brasil.
El centro histórico de Évora, formado por calles estrechas y plazas, tiene una extensión de 107 hectáreas y está claramente delimitado por las murallas medievales, con una longitud de más de 3 km.
En el lado sur de la antigua muralla se encuentra la Praza do Giraldo, de la cual parten las principales calles en forma radial.
En 1986, el centro histórico de Évora fue declarado Patrimonio de la Humanidad por la Unesco.

## Principales monumentos de la ciudad
- Templo romano de Évora (conocido como Templo de Diana)
- Catedral de Évora
- Iglesia de São Francisco
- Capela dos Ossos
- Palacio de Don Manuel
- Convento dos Lóios
- Torre de Sisebuto
- Museo de Évora